# Піліховиці
Піліховиці (пол. Pilichowice) — село в Польщі, у гміні Жарнув Опочинського повіту Лодзинського воєводства.
Населення — 231 особа (2011).
У 1975—1998 роках село належало до Пйотрковського воєводства.

## Демографія
Демографічна структура станом на 31 березня 2011 року:
|          | Загалом | Допрацездатний вік | Працездатний вік | Постпрацездатний вік |
| -------- | ------- | ------------------ | ---------------- | -------------------- |
| Чоловіки | 119     | 22                 | 80               | 17                   |
| Жінки    | 112     | 18                 | 61               | 33                   |
| Разом    | 231     | 40                 | 141              | 50                   |